# Ponto Novo (kommun)
Ponto Novo är en kommun i Brasilien.   Den ligger i delstaten Bahia, i den östra delen av landet, 1 000 km nordost om huvudstaden Brasília. Antalet invånare är 15 741.
Följande samhällen finns i Ponto Novo:
- Ponto Novo

Omgivningarna runt Ponto Novo är huvudsakligen savann. Runt Ponto Novo är det ganska glesbefolkat, med 36 invånare per kvadratkilometer.